# Уади
Уади, също вади (на арабски: وادي wādī), е традиционен арабски термин за пресъхваща река и съответно нейното сухо русло и дори цялата речна долина. Тези сухи русла се запълват временно или периодично от водни потоци – най-често по време на проливни дъждове или в зимния сезон. Долините по принцип са със стръмни склонове, а по дъната им се натрупва пролувий. Счита се, че уадите са реликтови речни долини, образувани в по-ранни, много по-влажни епохи. Достигат стотици километри и свършват в падини, често без оттичане. В Арабския свят думата „уади“ често присъства в географските имена.
В Централна Азия пресъхващите реки се наричат сайри, в Северна Америка – аройо, а в Австралия – крийк. Най-дългата (1100 km) суха долина (уад) в света е Игаргар в Алжир.

## Галерия
- Уади Мелха, Мавритания
- Град Гардая в уади Мзаб, Алжир
- Уади Бузра, Либия
- Седиментни пластове в Южна Калифорния, САЩ